# 1782 год в науке
В 1782 году были различные научные и технологические события, некоторые из которых представлены ниже.

## События
- В золотоносных рудах Трансильвании горным инспектором Францем Йозефом Мюллером впервые был найден Теллур.
- Джеймс Уатт изобрёл паровую машину двойного действия. Вместе с более мелкими усовершенствованиями это изобретение позволило увеличить производительность паровой машины в четыре и более раз[1]. Кроме того, сама машина стала легко управляемой.

## Родились
- 21 апреля — Фридрих Фрёбель, немецкий педагог, впервые сформулировавший понятие «детский сад» (ум. 1852).
- 3 сентября — Христиан Людвиг Нич, немецкий зоолог, разработал классификацию птиц (ум. 1840)
- 19 сентября — Карл фон Фишер, немецкий архитектор; его проекты повлияли на развитие нео-классицистской архитектуры в Южной Германии (ум. 1820)
- 25 октября — Иосиф Иванович Шарлемань, русский архитектор, статский советник (ум. 1861)

## Скончались
- 18 января — Джон Прингл, шотландский врач и физиолог, один из основоположников военной медицины.
- 17 марта — Даниил Бернулли, швейцарский физик-универсал, механик и математик, один из создателей кинетической теории газов, гидродинамики и математической физики.
- 13 мая — Даниэль Соландер, шведский ботаник и зоолог, натуралист-естествоиспытатель.